# Alois Dubovský
Alois Dubovský (6. ledna 1900 Bílany – 7. května 1942 Koncentrační tábor Mauthausen) byl český lékař a odbojář z období druhé světové války popravený nacisty.

## Život
Alois Dubovský se narodil 6. ledna 1900 v dnešní místní části Kroměříže Bílanech číslo popisné 53 v rodině správce obecné školy Aloise Dubovského a Žofie rozené Klatovské. V Kroměříži vystudoval gymnázium a poté mezi lety 1918 a 1923 lékařskou fakultu Univerzity Karlovy, kde v závěrečném roce i promoval. Pracoval jako lékař v Kroměříži, oženil se v roce 1927. Po německé okupaci v roce 1939 se stal členem tamní ilegální protiněmecké odbojové organizace.
V roce 1941 se stal jedním ze spolupracovníků sovětského čtyřčlenného paradesantního výsadku S1/R působícího v oblasti střední Moravy. Po dopadu na zem jeden z parašutistů – rotný František Brauner pověřený funkcí radiotelegrafisty – ukryl provizorně operační (výsadkový) radiotelegrafní komplet (vysílačku a radiový přijímač) pod hromadu listí v zámeckém parku v Dřínově. Vysílačku vyzvedli odbojáři Antonín Rait, řídící učitel školy v Dřínově Stanislav Dedek a Irena Svobodová. Její vlastní převoz pak uskutečnil právě Alois Dubový a četnický praporčík František Pavličík z Ratají. Vysílačka byla ukryta v altánu zahrady domu Ireny Svobodové. V témže domě také Alois Dubový léčil velitele výsadku S1/R nadporučíka Bohuslava Němce z těžkého zápalu plic. Za tuto odbojovou činnost byl MUDr. Alois Dubový zatčen gestapem a vězněn v Brně v Kounicových kolejích. Stanným soudem byl dne 22. prosince 1941 odsouzen k trestu smrti, který byl vykonán zastřelením v koncentračním táboře Mauthausen 7. května 1942.

## Připomínka

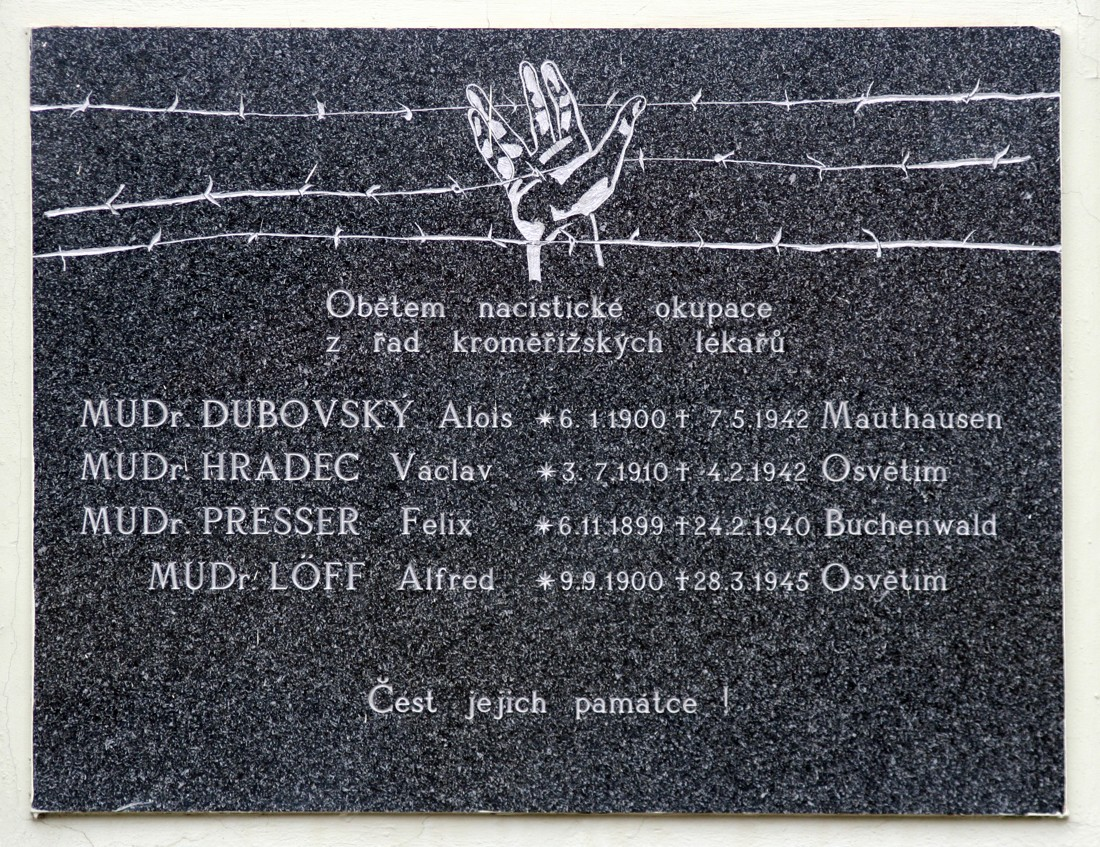
Pamětní deska v Kroměříži (Tovačovského 437/20)

Pamětní deska s jeho jménem (MUDr. DUBOVSKÝ Alois * 6. 1. 1900 + 7. 5. 1942 Mauthausen), věnovaná obětem okupace z řad lékařů, se nachází na budově polikliniky umístěné v bývalém městském chudobinci a sirotčinci postaveném v letech 1888–1889 v neogotickém stylu architektem Ladislavem Mesenským. (Objekt na adrese: Tovačovského 437/20.) V centrální evidenci válečných hrobů a pietních míst je pamětní deska evidována pod označením „CZE-7203-26487“.